# Saussey, Manche

Saussey este o comună în departamentul Manche, Franța. În 1 ianuarie 2022 avea o populație de 458 de locuitori.